# Кричино
Кричино (біл. Крычына) — село в складі Борисовського району Мінської області, Білорусь. Село підпорядковане Веселівській сільській раді, розташоване в північно-східній частині області.

## Історія
Перший раз згадується в 1642 як село в Оршанському повіті Великого князівства Литовського.